# Adam Aircraft Industries
Adam Aircraft Industries a été fondée en 1998 par George F (‘Rick’) Adam Jr et John C Knudsen sur Centennial Airport à Denver, Colorado, pour produire une nouvelle génération d’avions d’affaire. Rick Adams est un ancien capitaine de l’US Air Force, breveté à l’Académie militaire de West Point et il a assuré la direction du Centre informatique de la NASA au Kennedy Space Center pour les missions Apollo 8 à Apollo 14. L’entreprise a recruté d’anciens pilotes militaires mais aussi des spécialistes de l’aviation générale comme Duncan (Dunc) B. Koerbel qui a supervisé le programme Global Express chez Bombardier ou Tom Bisges qui a conduit le programme de certification du Sino Swearingen SJ-30 (en)-2.
En 2006, Adam Aircraft, associé à divers partenaires, a remporté auprès de la DARPA un contrat de développement pour une nouvelle génération d’hélicoptères.
Le 15 février 2008, le constructeur américain du bimoteur à piston Adam 500 et du biréacteur ultra-léger Adam 700 s’est déclaré en faillite. La société, qui a cessé définitivement ses activités le 18 février, est désormais liquidée.